# Norco (Luisiana)
Norco es un lugar designado por el censo ubicado en la parroquia de St. Charles en el estado estadounidense de Luisiana. En el Censo de 2020 tenía una población de 2984 habitantes y una densidad poblacional de 294,58 personas por km².

## Geografía
Norco se encuentra ubicado en las coordenadas 29°59′54″N 90°24′16″O / 29.99833, -90.40444. Según la Oficina del Censo de los Estados Unidos, Norco tiene una superficie total de 10.44 km², de la cual 8.91 km² corresponden a tierra firme y (14.57%) 1.52 km² es agua.

## Demografía
Según el censo de 2020, había 2984 personas residiendo en Norco. La densidad de población era de 294,58 hab./km². De los 3074 habitantes, Norco estaba compuesto por el 90.34% blancos, el 6.99% eran afroamericanos, el 0.36% eran amerindios, el 0.52% eran asiáticos, el 0.07% eran isleños del Pacífico, el 0.59% eran de otras razas y el 1.14% pertenecían a dos o más razas. Del total de la población el 3.03% eran hispanos o latinos de cualquier raza.